# TOPIX Core 30
TOPIX Core30(일본어: トピックス コア30)는 TOPIX 뉴 인덱스 시리즈의 하나로 도쿄 증권 거래소 시장 제1부 전 종목 가운데 시가 총액, 유동성 특히 높은 30개 종목으로 구성된 주가 지수를 말한다. 사실상 국내 시가 총액 베스트 30을 뜻하며, 뽑는 기업은 모두 세계적인 일류 기업이다. 시장의 실세를 보다 적절히 반영시키기 위해서 1년 1회(매년 9월) 구성 종목의 재검토가 이루어지고 있다. 도쿄 증권 거래소에 의해 산출·공표되었다.

## 주식 목록
2021년 10월 29일 기준
- 3382 세븐 & 아이 홀딩스
- 4063 신에쓰 화학공업
- 4452 카오
- 4502 다케다 약품공업
- 4503 아스테라스 제약
- 4568 다이이치산쿄
- 6098 리크루트 홀딩스
- 6367 다이킨 공업
- 6501 히타치 제작소
- 6594 일본전산
- 6758 소니
- 6861 키엔스
- 6954 파낙
- 6981 무라타 제작소
- 7203 도요타 자동차
- 7267 혼다
- 7741 HOYA
- 7974 닌텐도
- 8001 이토추 상사
- 8031 미쓰이 물산
- 8058 미쓰비시상사
- 8306 미쓰비시UFJ파이낸셜 그룹
- 8316 미쓰이스미토모 파이낸셜 그룹
- 8411 미즈호 파이낸셜 그룹
- 8766 도쿄 해상 홀딩스
- 6273 SMC
- 9432 일본전신전화
- 9433 KDDI
- 8035 도쿄 일렉트론
- 9984 소프트 뱅크

(종목 코드 순서)